# كريستيان لوبيز (رياضي)
كريستيان لوبيز (بالإسبانية: Christian López)‏ (و. 1984 – 2013 م) هو رياضي غواتيمالي، شارك في الألعاب الأولمبية الصيفية 2008، والألعاب الأولمبية الصيفية 2012، توفي عن عمر يناهز 29 عاماً، بسبب ذات الرئة.

## روابط خارجية
- كريستيان لوبيز على موقع أوليمبيديا (الإنجليزية)